# 鲁勒圣斐理伯教堂
鲁勒圣斐理伯教堂（法語：Église Saint-Philippe-du-Roule）是法国巴黎的一座罗马天主教教堂，位于第八区圣奥诺雷市郊路154号。1993年列为法国历史古迹。

## 历史
目前的鲁勒圣斐理伯教堂原是一座供奉圣雅各伯和圣斐理伯的小圣堂。小圣堂曾扩建多次，在1699年成为本堂区圣堂。1722年，鲁勒村附属于城市郊区。1739年，该教堂被拆毁在，教区居民在几十年间只能在谷仓举行宗教仪式。
在1764年，神父写信给国王：“本堂区教友的数量和质量每天都在增长。”建筑师路易-玛丽·科利尼翁受托修建一个配得上这个堂区的教堂。
1784年4月30日祝圣。

## 建筑

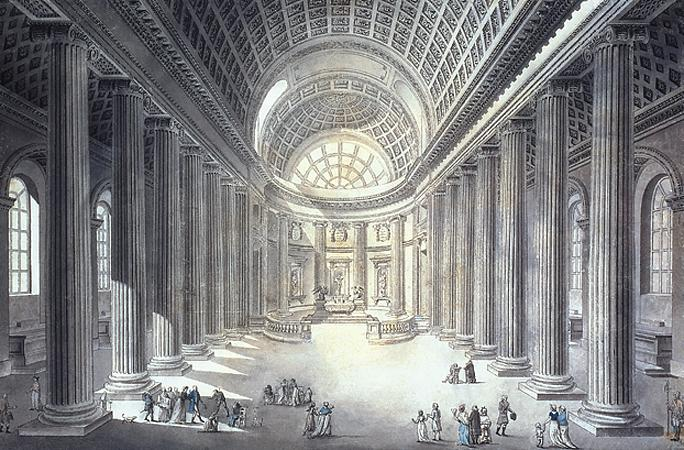
内部

鲁勒圣斐理伯教堂不是法国第一座恢复早期基督教巴西利卡式样的宗教建筑，但是其中最引人注目的之一。  